# (2858) Carlosporter
(2858) Carlosporter (1975 XB) — planetoida z pasa głównego asteroid okrążająca Słońce w ciągu 3,42 lat w średniej odległości 2,27 j.a. Odkryta 1 grudnia 1975 roku.